# Batnes
Batnes (en grec antic Βάτναι) era una ciutat d'Osroene fundada pels macedonis a la riba de l'Eufrates en lloc d'una ciutat siríaca ja existent. El nom significa situat en una vall on s'uneixen les aigües. Segons Ammià Marcel·lí formava part del districte d'Antemúsia, i era residència de comerciants grecs. Cada any, al mes de setembre, s'hi celebrava un gran mercat on hi feien cap comerciants de l'Índia i de la Xina.
Dió Cassi diu que Trajà la va conquerir junt amb Nísibis i per això va rebre el títol de Pàrtic (Parthicus). Julià l'Apòstata va rebre a la ciutat un mal presagi. L'emperador era supersticiós i l'influïen les profecies. Zòsim només diu que Julià va sortir d'aquesta ciutat en direcció a Carrhae. L'historiador Procopi la descriu com una ciutat petita i poc important, aproximadament a un dia de camí d'Edessa. Batnes va ser ocupada amb molta facilitat per Còsroes II, emperador sassànida.
L'Imperi Romà d'Orient la va reconquerir i Justinià I la va fortificar, convertint-la en un lloc de certa consideració. Els cristians siríacs la van anomenar Batna Sarugi i més tard el nom de Sarug va substituir el de Batnes. A la Taula de Peutinger apareix amb el nom de Batnis, i l'Itinerari d'Antoní la situa a deu mil passos d'Edessa. El geògraf Hièrocles també parla de la ciutat.